# Leszek Janowski
Leszek Włodzimierz Janowski (ur. 1936, zm. 29 września 2012) – polski rzemieślnik, działacz gospodarczy i polityczny.

## Życiorys
Przez wiele lat był zaangażowany w działalność organizacji rzemieślniczych. Pełnił funkcję wiceprezesa Związku Rzemiosła Polskiego, przewodniczył Mazowieckiej Izbie Rzemiosła i Przedsiębiorczości w Warszawie. Był również prezesem zarządu Fundacji Małych i Średnich Przedsiębiorstw. Należał do Stronnictwa Demokratycznego, wybrany w 2002 na wiceprzewodniczącego tej partii. Przewodniczył także mazowieckim i warszawskim strukturom SD. W 1997 bez powodzenia ubiegał się o mandat posła na Sejm w okręgu podwarszawskim z listy Polskiego Stronnictwa Ludowego.
Za działalność na rzecz rozwoju rzemiosła i gospodarki narodowej wielokrotnie wyróżniany, odznaczony m.in. Krzyżem Kawalerskim (1997), Oficerskim (2001) i Komandorskim (2011) Orderu Odrodzenia Polski. W 2004 otrzymał Szablę Kilińskiego.